# Constantin Pârvulescu (astronom)
Constantin Al. Pârvulescu (n. 21 iulie 1890, Ploiești – d. 2 iulie 1945, București) a fost un astronom, astrofizician și profesor universitar român. A efectuat cursurile secundare la Liceul teoretic „Sf. Petru și Pavel” din Ploiești (1901-1909). A obținut titlurile de licențiat în matematici (1914) al Universității din București și doctor în astronomie (1925) al Universității din Paris cu teza Sur les amas globulaires d’étoiles et leur relations dans l’espace. După încheierea studiilor, a lucrat ca astronom stagiar la Observatorul Astronomic din Paris (1921-1924), conferențiar de astronomie și geodezie (1931-1940) la Universitatea din Cernăuți, profesor de astronomie la Universitățile din Timișoara și Cluj (1940-1945). A fost ales post-mortem membru de onoare al Academiei Române. În 1948, Observatorul Regal din Belgia a propus Uniunii Astronomice Internaționale ca asteroidul cu nr. 2.331, descoperit în 1936 de directorul acestui observator, E. Dalporte, să poarte numele savantului român.
Prin cercetările și observațiile sale, Pârvulescu a adus contribuții originale deosebite asupra Căii Lactee, a structurii Universului și în domeniul astronomiei stelare. Numeroase propuneri ale astronomului Pârvulescu, printre care unificarea polului galactic în calculele de astronomie stelară, au fost adoptate de Uniunea Astronomică Internațională. „Calea Lactee, a spus Pârvulescu, este o galaxie simplă, iar galaxiile în general sunt supuse unui proces pulsatoriu...” Asemenea idei, expuse încă din deceniul al treilea al secolului al XX-lea, au deschis noi orizonturi în cercetarea Universului. Opera savantului Pârvulescu se referă la roiurile stelare, supergalactice și globulare, la determinarea orbitelor stelelor duble, la evoluția sistemului solar și a stelelor.
În teza sa de doctorat, Pârvulescu a stabilit și analizat cele patru cauze care determină evoluția către faze din ce în ce mai concentrate către centru până la faza finală, când roiul de stele ajunge în așa-numitul regim permanent. El a stabilit o nouă metodă pentru determinarea paralaxei stelelor roiurilor și a tras concluzia că roiurile sunt sisteme stelare bătrâne, exterioare Căii Lactee, idee cu totul nouă și originală la acea dată. Pârvulescu a studiat roiurile de stele prin observații directe, prin studii statistice și metode analitice. El a descoperit steaua pitică albă cu nr. 1.166 din catalogul Van Maanen, cu o densitate superioară de o sută de mii de ori celei a apei.
Statistic, Pârvulescu a stabilit legea luminozității și legea densității, folosite de W.M. Smart în lucrarea sa Stellar Dynamics. Metoda Pârvulescu pentru determinarea (evaluarea) densității stelare a roiurilor globulare a fost folosită de astrofizicianul Edwin P. Hubble (1889-1953) în lucrarea acestuia intitulată Evaluation of the density function.
Decesul prematur al acestui mare om de știință român a constituit o grea pierdere pentru astrofizică.

## Decorații
- Semnul Onorific „Răsplata Muncii pentru 25 ani în Serviciul Statului” (13 octombrie 1941)[4]

## Lucrări de referință
- Les systèmes stellaires, doubles, amas et les galaxies, în „Encyclopédie scientifique”, Paris 1931;
- Îndrumări generale cu 24 de hărți practice pentru cunoașterea constelațiilor în observarea fenomenelor cerești, litografia Universității din Cernăuți, 1938;
- Elemente de mecanică cerească, 1941;
- Copernic, 1943;
- L’amas double de Persée et les mouvements propres dans la région de cet amas, Paris, 1923;
- Méthode nouvelle pour calculer les orbites des étoiles doubles, 1928;
- Sur les pulsations des systèmes stellaires, București, 1943.

## Onoruri
În onoarea sa a fost denumit asteroidul 2331 Parvulesco.